# Entre figueres
Entre figueres (àrab: تحت الشجرة, Taḥta ax-xajara, ‘Sota l'arbre’; francès: Sous les figues) és una pel·lícula dramàtica tunisiana del 2021, dirigida per Erige Sehiri. S'ha subtitulat al català.
La pel·lícula formà part de la selecció oficial de la 54 edició de la Quinzaine des Réalisateurs, secció paral·lela al Festival de Cannes, amb crítiques favorables. Fou seleccionada per Tunísia per a representar al país als Premis Oscar en l'edició del 2022.

## Repartiment
- Fidé Fdhili com a Fidé
- Feten Fdhili com Melek
- Ameni Fdhili com a Sana
- Samar Sifi
- Leila Ouhebi com a Leila
- Hneya Ben Elhedi Sbahi
- Gaith Mendassi
- Abdelhak Mrabti com a Abdou
- Fedi Ben Achour
- Firas Amri com a Firas

## Recepció
Lovia Gyarkye de The Hollywood Reporter va escriure que «el llenguatge corporal lànguid i relaxat, les cadències retallades de les històries compartides i l'afecte amb què les dones es parlen fins i tot durant els moments de tensió, tot reforça el realisme de la pel·lícula i el seu sentit de l'ànima.»
Amber Wilkinson de Screen Daily va escriure que «Sehiri ja s'ha demostrat com a documentalista amb la guardonada Railway Men, i aporta el mateix sentit del naturalisme al seu primer llargmetratge de ficció.»